# Turlock
Turlock is een plaats (city) in de Amerikaanse staat Californië, en valt bestuurlijk gezien onder Stanislaus County. Het is een voorstad van Modesto. De California State University - Stanislaus heeft haar campus in Turlock.

## Demografie
Bij de volkstelling in 2000 werd het aantal inwoners vastgesteld op 55.810.
In 2006 is het aantal inwoners door het United States Census Bureau geschat op 68.492, een stijging van 12682 (22,7%).

## Geografie
Volgens het United States Census Bureau beslaat de plaats een oppervlakte van
34,5 km², geheel bestaande uit land. Turlock ligt op ongeveer 31 m boven zeeniveau.

## Plaatsen in de nabije omgeving
De onderstaande figuur toont nabijgelegen plaatsen in een straal van 16 km rond Turlock.